# Painan
Painan is een bestuurslaag in het regentschap Zuid-Pesisir van de provincie West-Sumatra, Indonesië. Painan telt 14.425 inwoners (volkstelling 2010).

## Geboren in Painan
- Rut(ger) Matthijsen (1921-2019), Nederlands verzetsstrijder in WO II; was betrokken bij de beginjaren van de Nederlandse uitgeverij De Bezige Bij